# VM i badminton 2006
VM i badminton 2006 var det 15. VM i badminton afholdt af International Badminton Federation. Mesterskabet blev afviklet i Palacio de Deportes i Madrid, Spanien i perioden 18. - 24. september 2006. Spanien var VM-værtsland for anden gang, men det var første gang, at Madrid værtsby for mesterskabet.

## Medaljevindere
| Række        | Guld                       | Sølv                        | Bronze                               | Bronze                                  |
| ------------ | -------------------------- | --------------------------- | ------------------------------------ | --------------------------------------- |
| Herresingle  | Lin Dan                    | Bao Chunlai                 | Chen Hong                            | Lee Hyun-Il                             |
| Damesingle   | Xie Xingfang               | Zhang Ning                  | Xu Huaiwen                           | Petra Overzier                          |
| Herredouble  | Fu Haifeng Cai Yun         | Anthony Clark Robert Blair  | Jens Eriksen Martin Lundgaard Hansen | Lars Paaske Jonas Rasmussen             |
| Damedouble   | Gao Ling Huang Sui         | Zhang Yawen Wei Yili        | Yang Wei Zhang Jiewen                | Du Jing Yu Yang                         |
| Mixed double | Nathan Robertson Gail Emms | Anthony Clark Donna Kellogg | Koo Kien Keat Wong Pei Tty           | Sudket Prapakamol Saralee Thungthongkam |

### Medaljetabel
| Land     | Guld | Sølv | Bronze | Total |
| -------- | ---- | ---- | ------ | ----- |
| Kina     | 4    | 3    | 3      | 10    |
| England  | 1    | 2    | -      | 3     |
| Danmark  | -    | -    | 2      | 2     |
| Tyskland | -    | -    | 2      | 2     |
| Malaysia | -    | -    | 1      | 1     |
| Sydkorea | -    | -    | 1      | 1     |
| Thailand | -    | -    | 1      | 1     |